# 菲尼克斯群岛
菲尼克斯群岛（吉里巴斯語：Rawaki；英語：Phoenix Islands），是基里巴斯三大主要岛群之一，位于吉尔伯特群岛以东、莱恩群岛以西。
1930年代时英国一度计划开发此群岛，但未付诸实施。后美国也曾对此岛提出过领土要求，但在基里巴斯独立后即放弃。
菲尼克斯群岛几乎完全无人居住，2005年人口统计发现全群岛的人口仅41人，皆集中於阿巴里靈阿環礁。